# Dąb Stefan (Kampinos)
Dąb Stefan – dąb szypułkowy znajdujący się w Kampinosie – wsi położonej w województwie mazowieckim (powiat warszawski zachodni), od 2002 roku pomnik przyrody.

## Historia imienia dębu
Imię Stefan zostało oficjalnie nadane przez prymasa Józefa Glempa 29 maja 2002 roku. Nazwa dębu jest symbolem zwieńczenia obchodów 100. rocznicy urodzin księdza kardynała Stefana Wyszyńskiego. Przypadała ona w 2001 roku.

## Wymiary
Dąb Stefan jest potężnym drzewem o wysokości 26,5 m i obwodzie pnia na wysokości 1,30 m – 475 cm oraz rozpiętości korony 26,8 m.

## Położenie
Pomnik przyrody znajduje się naprzeciwko kościoła Wniebowzięcia Najświętszej Maryi Panny w Kampinosie należącego do dekanatu błońskiego archidiecezji warszawskiej. Pod dębem znajduje się pomnik w formie głazu z tablicą, upamiętniający Jana Pawła II, odsłonięty w 2005 roku.
Dębowi o imieniu Stefan towarzyszy dąb Fryderyk, który również jest pomnikiem przyrody. Rośnie po prawej stronie od Stefana, patrząc od strony ulicy, a jego imię nadano w hołdzie polskiemu kompozytorowi Fryderykowi Chopinowi urodzonemu w oddalonej o 10 kilometrów od Kampinosu Żelazowej Woli.